# Baltimore Convention Center
Le Baltimore Convention Center est un parc d'expositions et un centre de congrès situé dans la ville de Baltimore (Maryland, États-Unis) au One West Pratt Street.
Situé dans le quartier de l'Inner Harbor, il est géré par la Baltimore Area Convention and Visitors Association et fut inauguré en 1979 dans le cadre du renouvellement urbain de la ville. Le bâtiment fut construit en 2 phases, la première partie qui ouvrit en 1979 et la seconde en 1996. Aujourd'hui, le Baltimore Convention Center a une superficie de 113 800 m².